# Талликулево
Таллику́лево (рос. Таллыкулево, башк. Таллыҡул) — присілок у складі Буздяцького району Башкортостану, Росія. Входить до складу Канли-Туркеєвської сільської ради.
Населення — 354 особи (2010; 275 у 2002).
Національний склад:
- башкири — 100 %